# Vincent Capo-Canellas
Pour les articles homonymes, voir Capo et Canellas.
Vincent Capo-Canellas, né le 4 mai 1967 à Nîmes, est une personnalité politique française, membre de l'UDF, du Nouveau Centre puis de la FED et de l'UDI.

## Biographie
Il est diplômé en sciences politiques à l'IEP de Grenoble en 1989 et a été directeur de cabinet d'élus locaux : il a débuté à la mairie de Bagnols-sur-Cèze (Gard) sous le mandat du maire (UDF) René Cret de 1990 à 1995, puis il est nommé directeur général des services de collectivités territoriales et chef de cabinet de Philippe Douste-Blazy, ministre de la culture de 1995 à 1997. Il est élu maire du Bourget (Seine-Saint-Denis) en décembre 2001 quelques mois après la réélection de la tête de liste Frédéric Gailland qui lui cède sa place,, puis réélu dès le premier tour en 2008 et en 2014.
Le 23 mars 2003, il a été élu conseiller général du canton du Bourget, à la suite de la démission de Jean-Christophe Lagarde, député-maire de Drancy pour cause de cumul des mandats. Il est réélu en mars 2008, mais quitte ce mandat en 2011 après son entrée au Sénat. Il est remplacé au Conseil général par sa suppléante, Elisa Carcillo (UMP), adjointe au maire de Drancy.
En décembre 2006, il est élu président de la nouvelle Communauté de communes Drancy-Le Bourget, renommée le 1er janvier 2009 la Communauté d'agglomération de l'Aéroport du Bourget, avec l'entrée de Dugny, fonction qu'il assure jusqu'en 2014.
En septembre 2008, il est élu président départemental de la Fédération Nouveau Centre de Seine-Saint-Denis, devenue en 2016 Les Centristes.
Le 25 septembre 2011, il est élu sénateur de Seine Saint-Denis. Il parraine la candidature de François Fillon (LR) pour l'élection présidentielle de 2017.
Dans les Uber Files, il est décrit par l'entreprise comme son « principal et plus actif défenseur » au Sénat, en restant en étroit contact avec les lobbyistes de la start-up tout au long de l’examen du texte. Chose qu'il a démenti 
Il est réélu sénateur le 24 septembre 2017, et devient questeur, il doit démissionner de son mandat de maire du Bourget pour respecter la législation sur le non-cumul. Sa majorité choisit pour sa succession le conseiller municipal délégué, et par ailleurs son assistant parlementaire, Yannick Hoppe au détriment du premier adjoint Albert Conty.
Il est réélu sénateur le 24 septembre 2023, 
Il est officier des Arts et des Lettres.

## Distinctions
- Officier de l'ordre des Arts et des Lettres